# Álvaro Martínez Bueno
Álvaro Martínez Bueno (né en 1982 à Torrelavega) est un auteur de bande dessinée espagnol.
Il est connu pour sa collaboration avec le scénariste James Tynion IV sur les séries Justice League Dark et The Nice House on the Lake.

## Biographie
Né en 1982 à Torrelavega, Álvaro Martínez Bueno étudie les Beaux-Arts à l'université de Salamanque avant de travailler comme storyboarder et illustrateur durant plusieurs années,. En 2013, il se met à travailler pour l'industrie du comic book, d'abord chez Valiant Comics puis rapidement chez Marvel Comics (cinq numéros d'Ultimate Comics X-Men en 2013) et DC Comics (Batman : Intelligence dans cinq numéros de Detective Comics en 2017), les deux principaux éditeurs du secteur.
En 2018, il signe un contrat d'exclusivité pour DC à l'occasion du lancement de Justice League Dark, dont il dessine jusqu'en 2020 dix-sept des vingt-deux premiers numéros sur des scénarios de James Tynion IV. De 2021 à 2023, les deux hommes lancent chez le même éditeur le thriller The Nice House on the Lake. Pour cette série, Álvaro Mártinez passe au dessin numérique, ce qui lui permet d'être son propre encreur et d'utiliser un style plus proche de la peinture. La série s'achève début 2023. Elle vaut à ses auteurs en juillet 2022 le prix Eisner de la meilleure nouvelle série, puis en 2024 le prix de la meilleure série au 51e festival de la bande dessinée d'Angoulême.

## Prix
- 2022 : Prix Eisner de la meilleure nouvelle série pour The Nice House on the Lake (avec James Tynion IV)
- 2024 : Prix de la série au 51e festival de la bande dessinée d'Angoulême pour The Nice House on the Lake[5].